# 普瓦斯基縣 (伊利諾伊州)
普瓦斯基縣（英語：Pulaski County）是美國伊利諾伊州南部的一個縣，南隔俄亥俄河與肯塔基州相望。面積527平方公里。根據美國2000年人口普查，共有人口7,348。縣治蒙德城（Mound City）。
成立於1843年3月3日。縣名紀念在美國獨立戰爭中戰死的波蘭志願者卡西米爾·普瓦斯基。